# 怡明邨
怡明邨（英語：Yee Ming Estate）位於香港新界西貢區將軍澳南65B區至善街6號，由房屋署總建築師（3）設計、興勝建築有限公司承建，距離港鐵將軍澳站約5分鐘步行路程；該屋邨鄰近位於調景嶺碼頭的將軍澳龍舟訓練中心和日後將會作為水上活動中心的將軍澳灣，並與私人樓宇清水灣半島隔灣相望。

## 屋邨資料

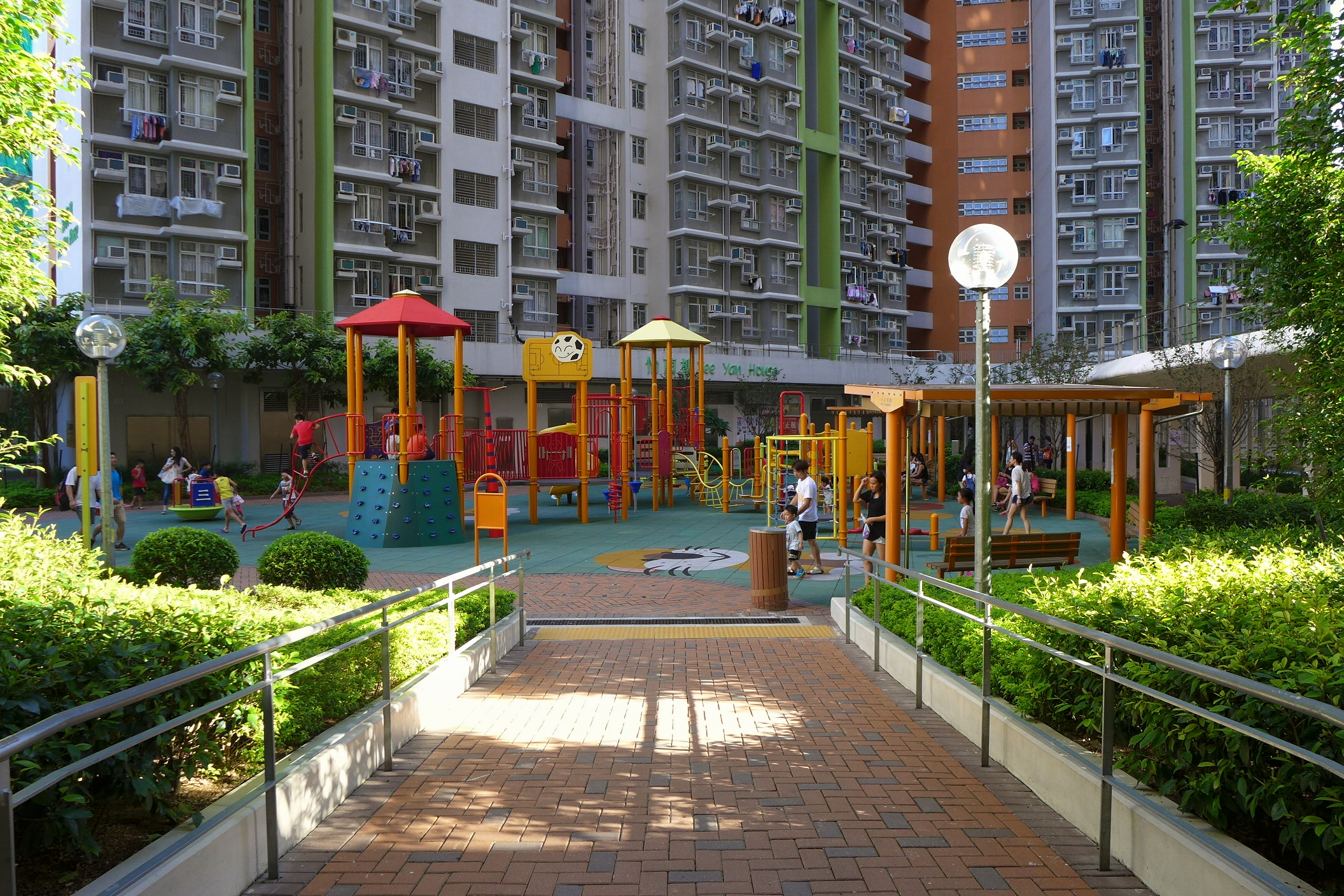
兒童遊樂場

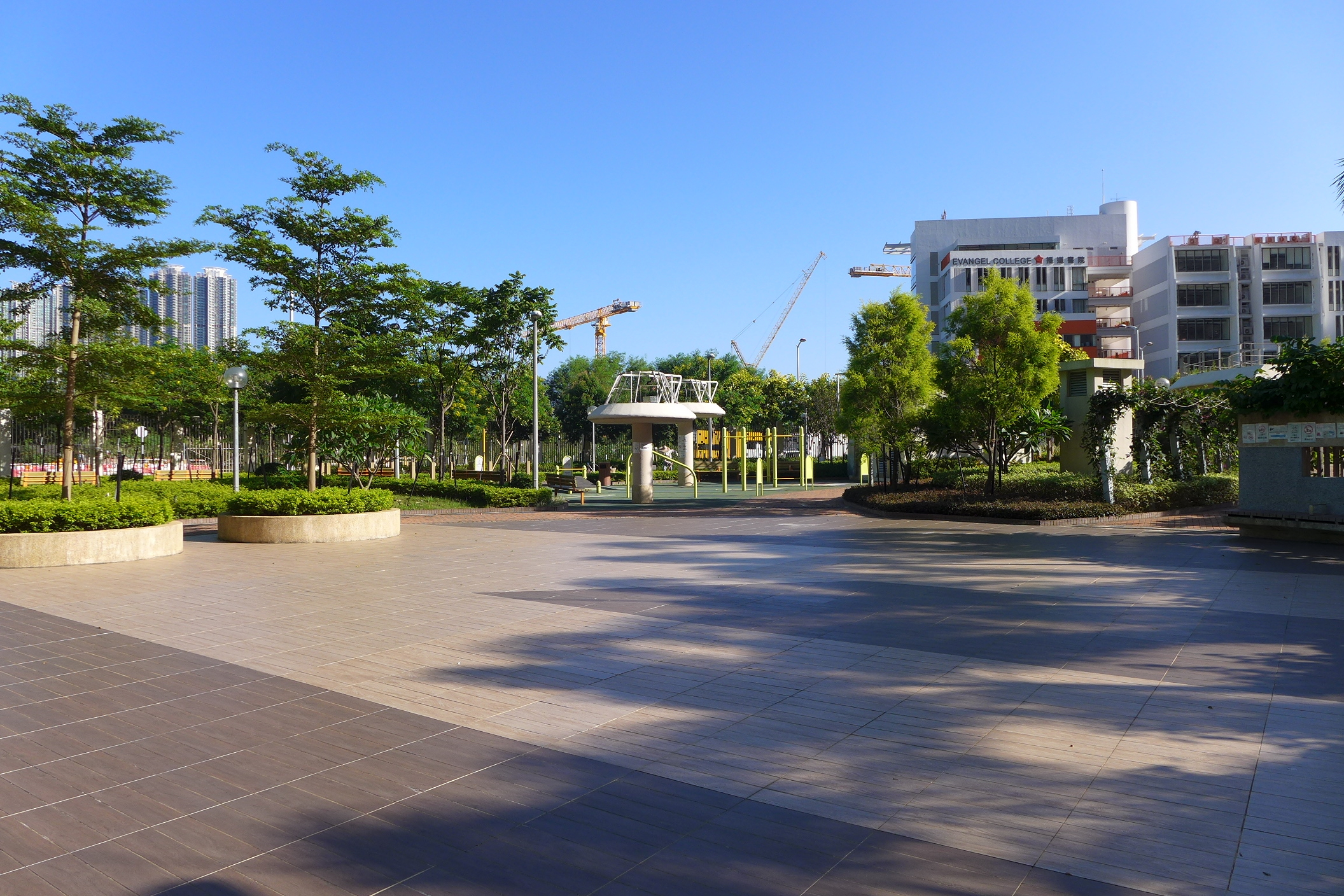
怡明邨設公園，面積達5,700平方米

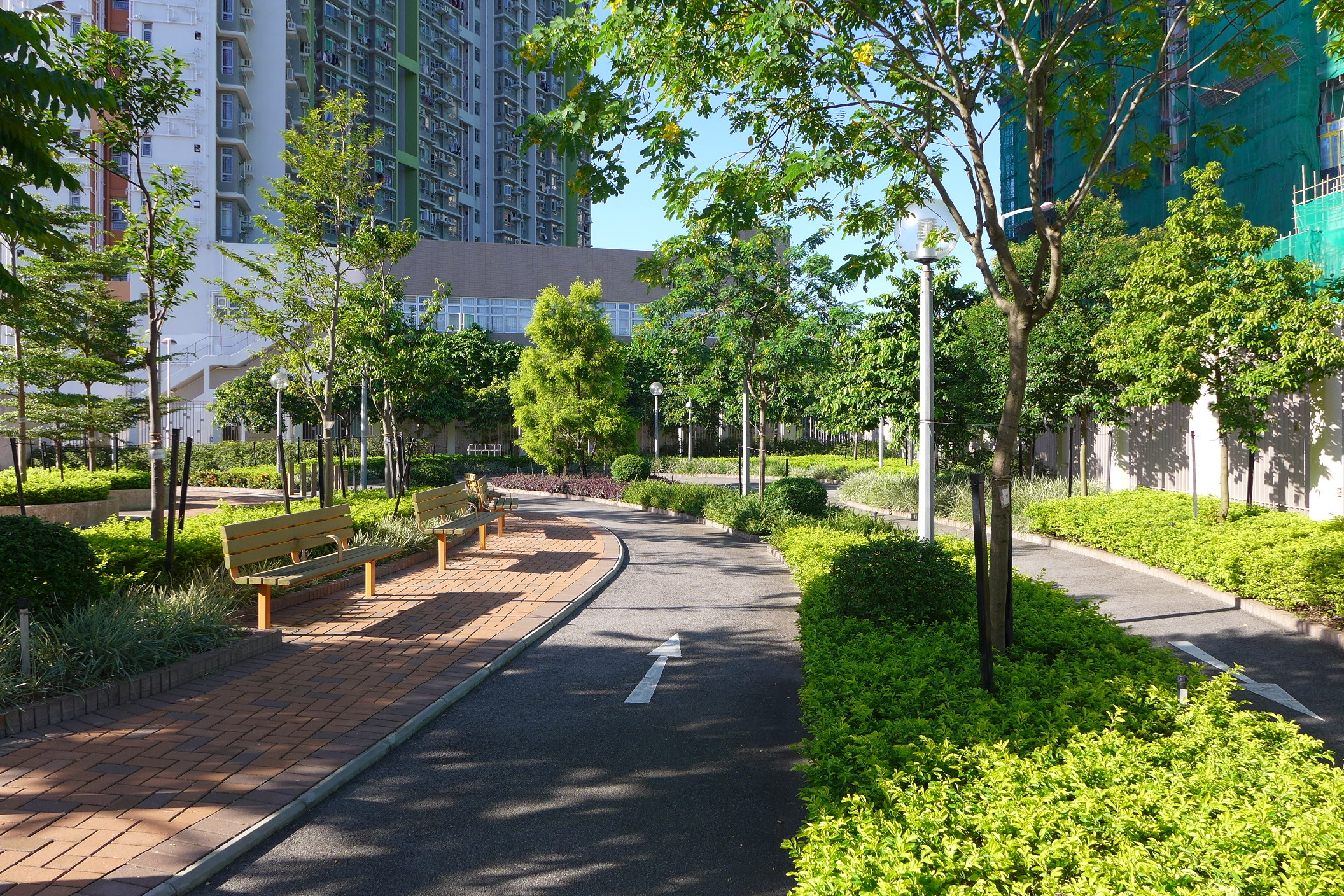
公園內的單車徑

### 樓宇
怡明邨共有3幢非標準型公屋大廈，分別命名為怡茵樓、怡悅樓和怡情樓，是1幢呈Y字型及2幢Z字型大廈，當中怡茵樓樓高33層、其他兩座各32層高。項目已於2014年4月落成入伙。而在入伙之前，其中42個單位撥入公務員公屋配額，供基層公務員入住。
原定興建兩座公屋，後來增加一座。至於樓宇層數方面，亦由原定計劃的40層，減少至每座約32層。
| 樓宇名稱（座號） | 樓宇類型               | 落成年份 | 層數 | 每層伙數 | 每座單位總數（伙） | 建築師              | 承建商           | 提供升降機的廠商 | 原訂名稱       |
| ---------------- | ---------------------- | -------- | ---- | -------- | ------------------ | ------------------- | ---------------- | ---------------- | -------------- |
| 怡茵樓（第1座）  | 非標準設計大廈 （Y型） | 2014年   | 33   | 26       | 858                | 房屋署總建築師（3） | 興勝建築有限公司 | 日立             | 怡心樓         |
| 怡悅樓（第2座）  | 非標準設計大廈 （Z型） | 2014年   | 32   | 19       | 608                | 房屋署總建築師（3） | 興勝建築有限公司 | 日立             | （與現名相同） |
| 怡情樓（第3座）  | 非標準設計大廈 （Z型） | 2014年   | 32   | 19       | 608                | 房屋署總建築師（3） | 興勝建築有限公司 | 日立             | （與現名相同） |

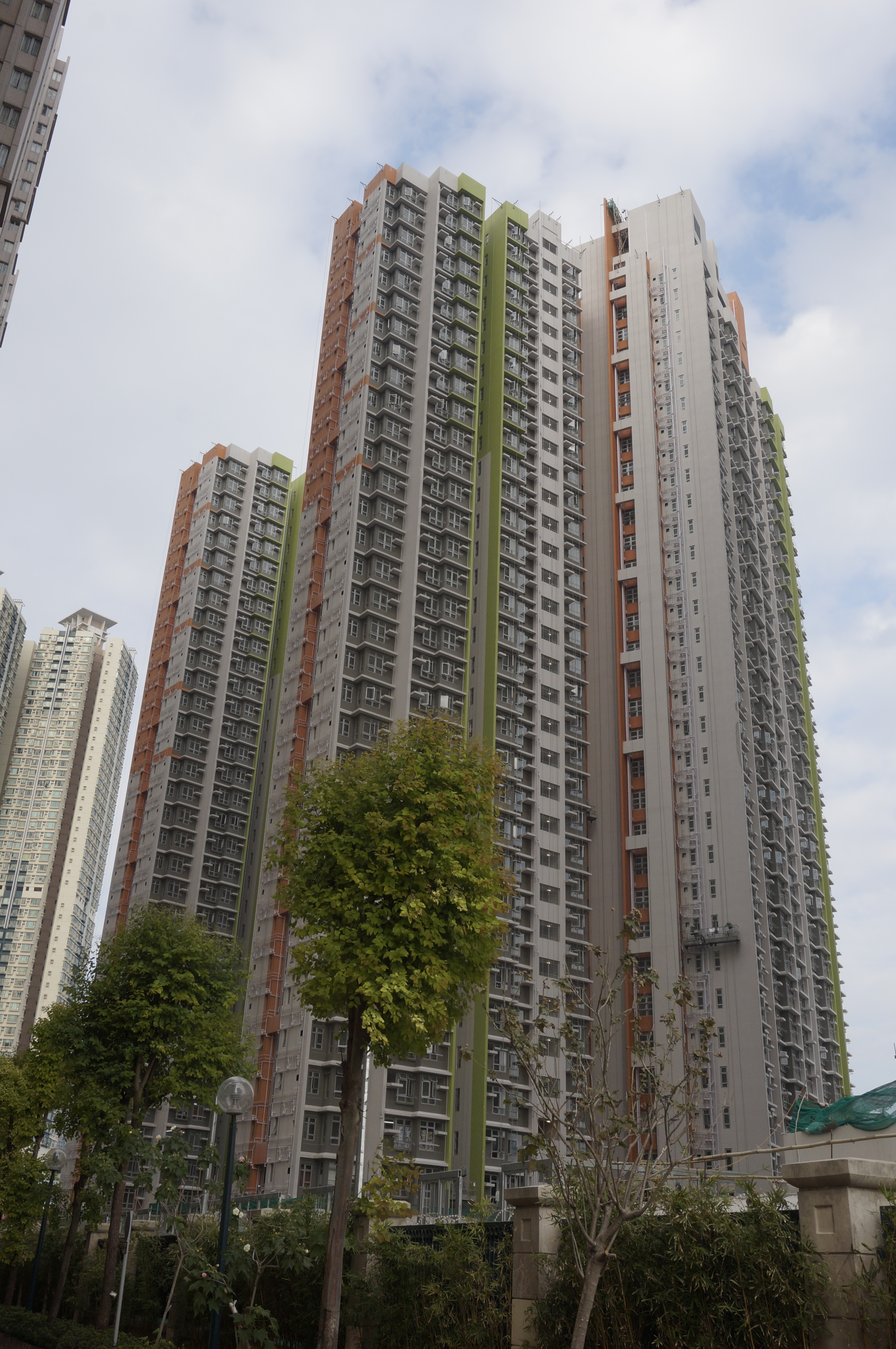
怡明邨Z字型兩幢大廈，為怡悅樓及怡情樓（2013年12月）
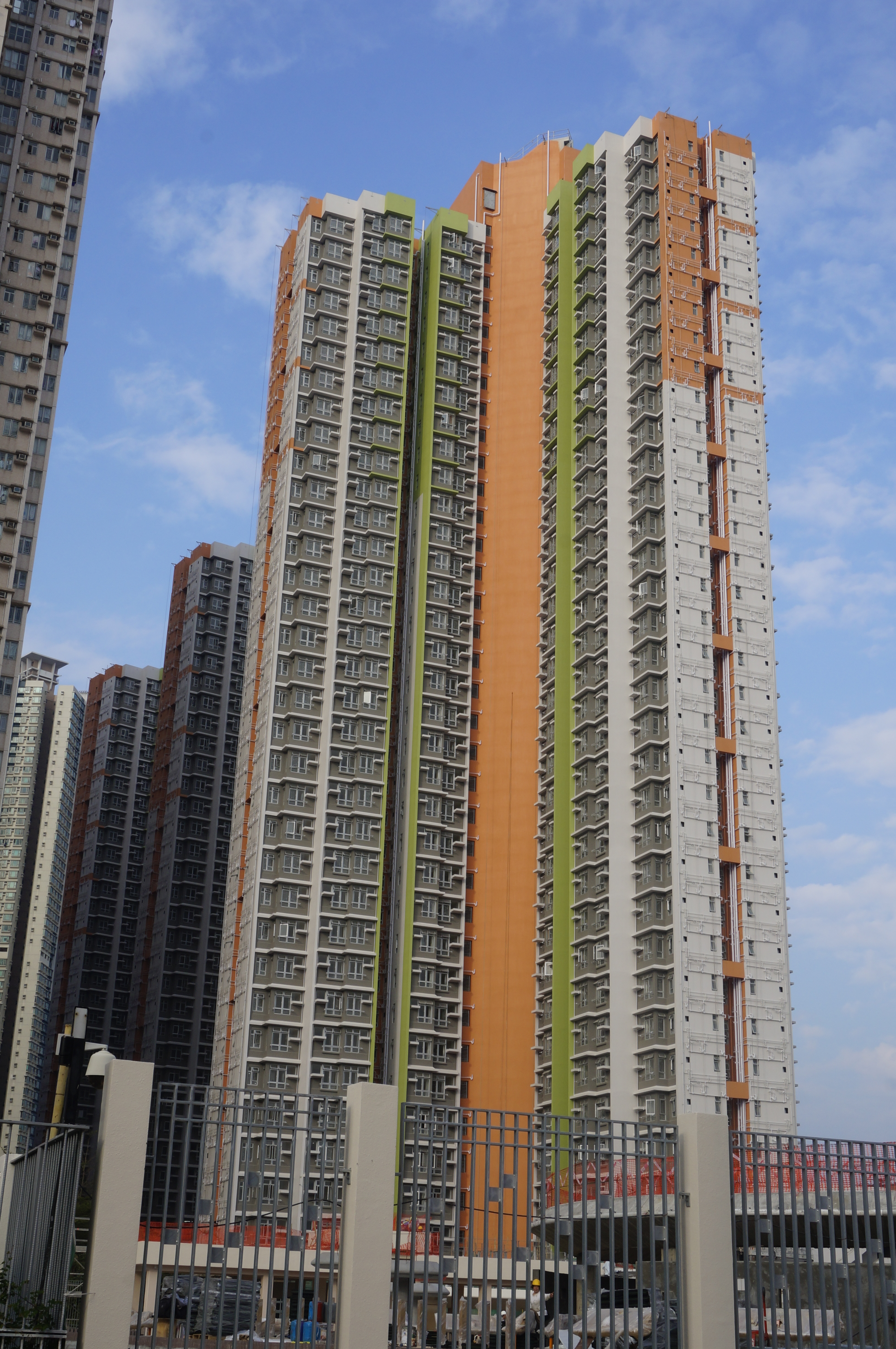
怡明邨Y字型單幢大廈，為怡茵樓（2013年12月）
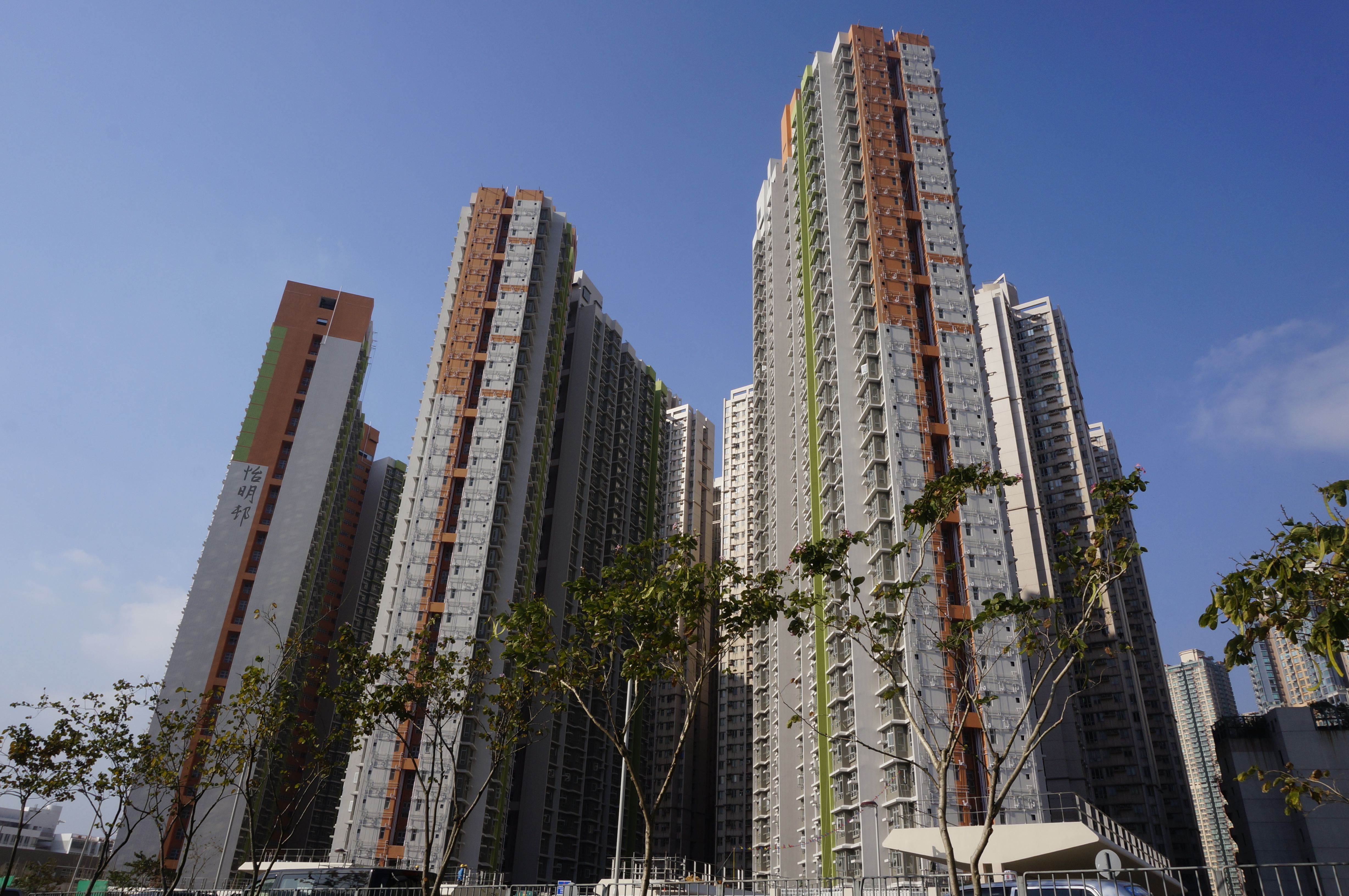
怡明邨正面方向
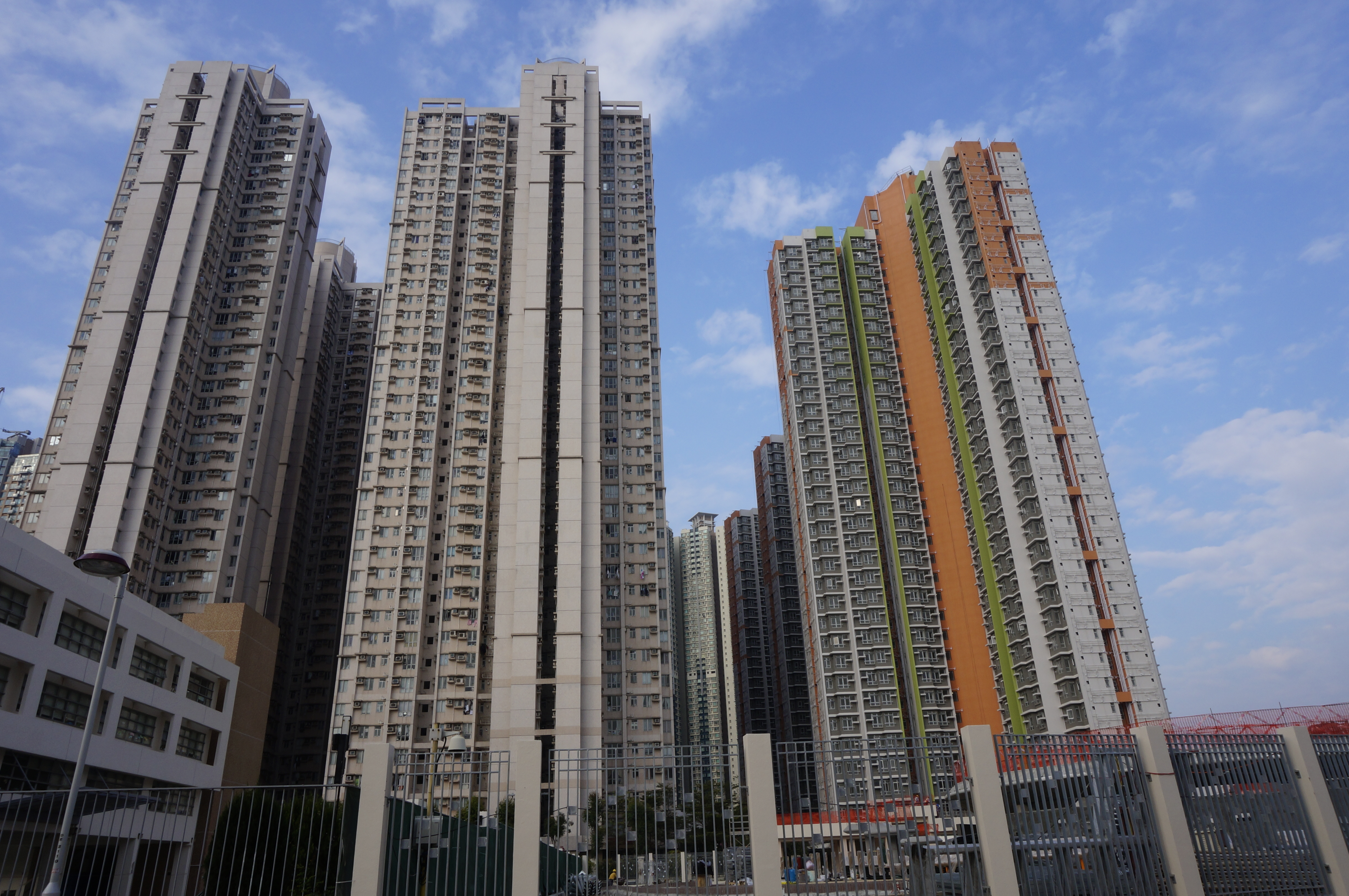
怡明邨側面，左方為寶盈花園（2013年12月）

### 設施
邨內設施包括兒童遊樂場、籃球場、長者健身區、3間商店、停車場、基督教靈實協會怡明長者日間護理中心 （页面存档备份，存于）、濫用精神藥物者輔導中心及面積達5,700平方米的公園。

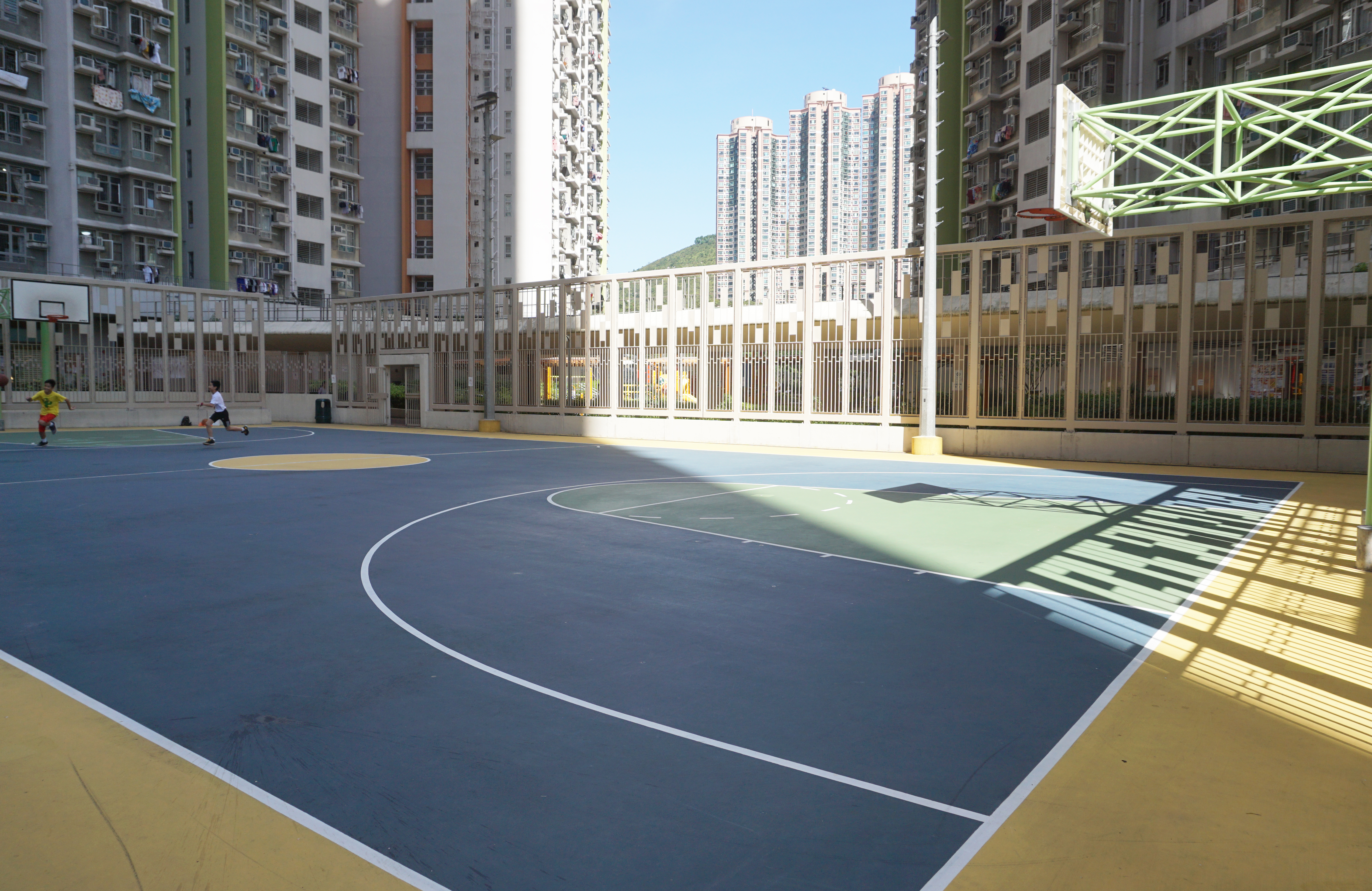
籃球場
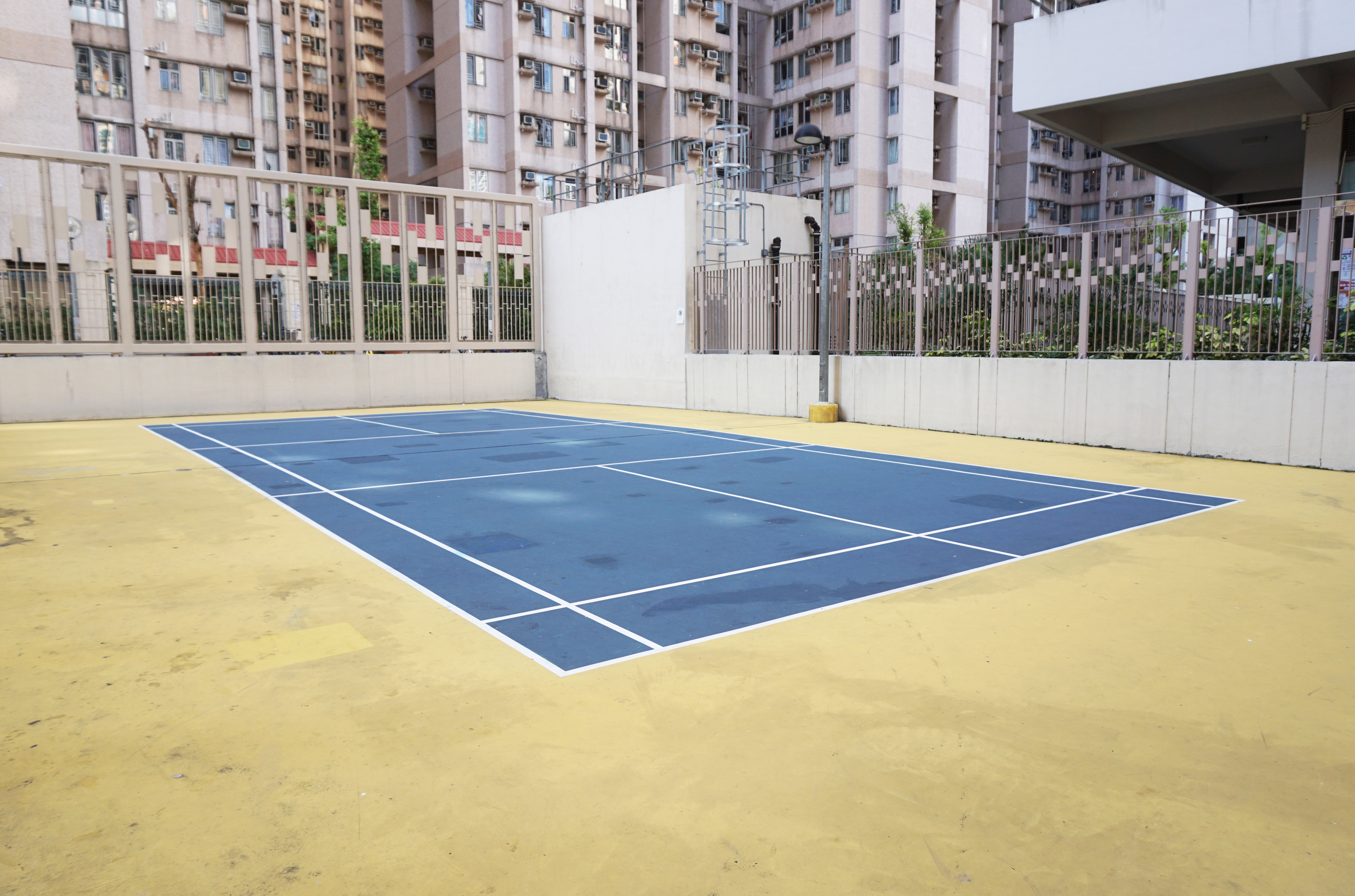
羽毛球場
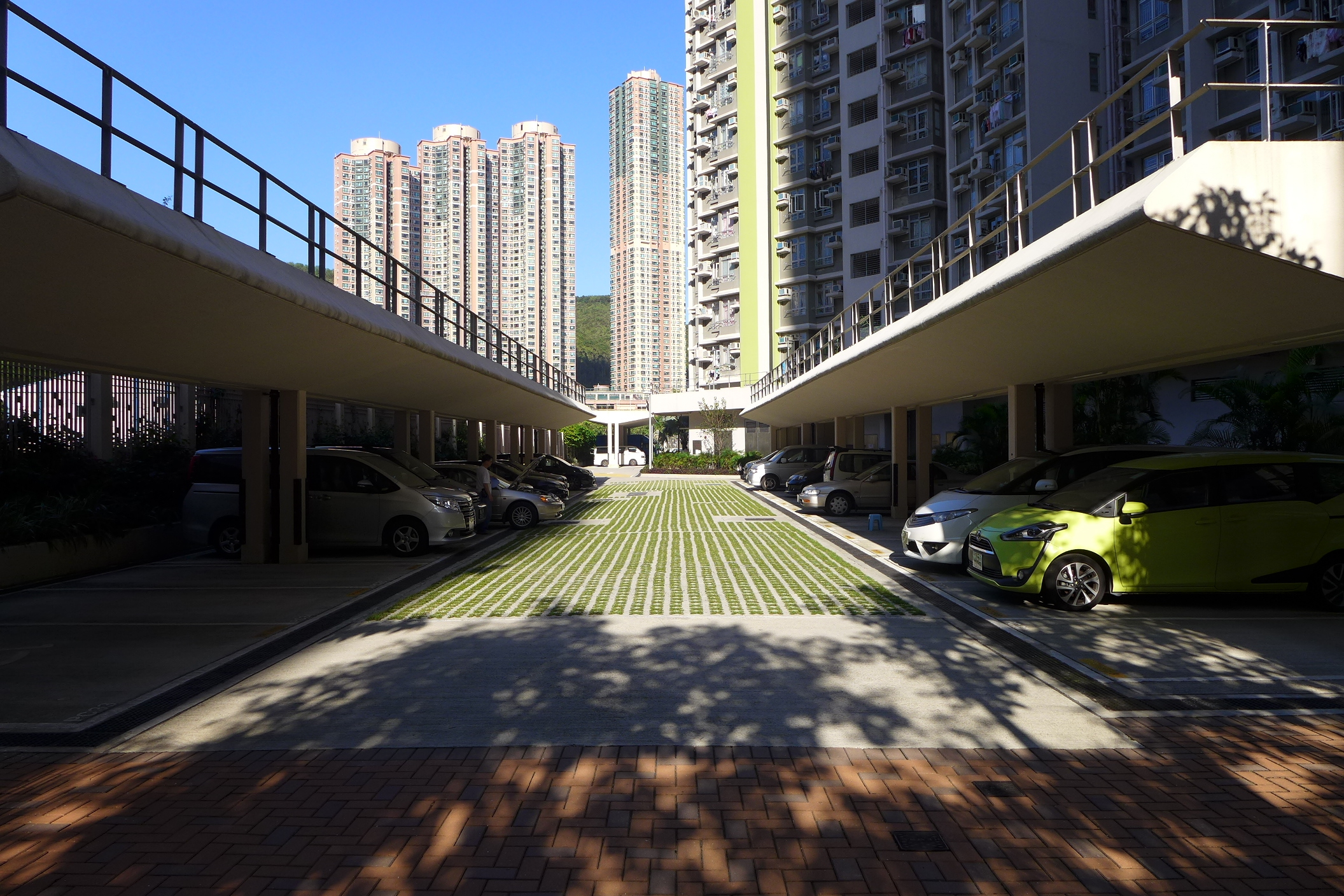
停車場
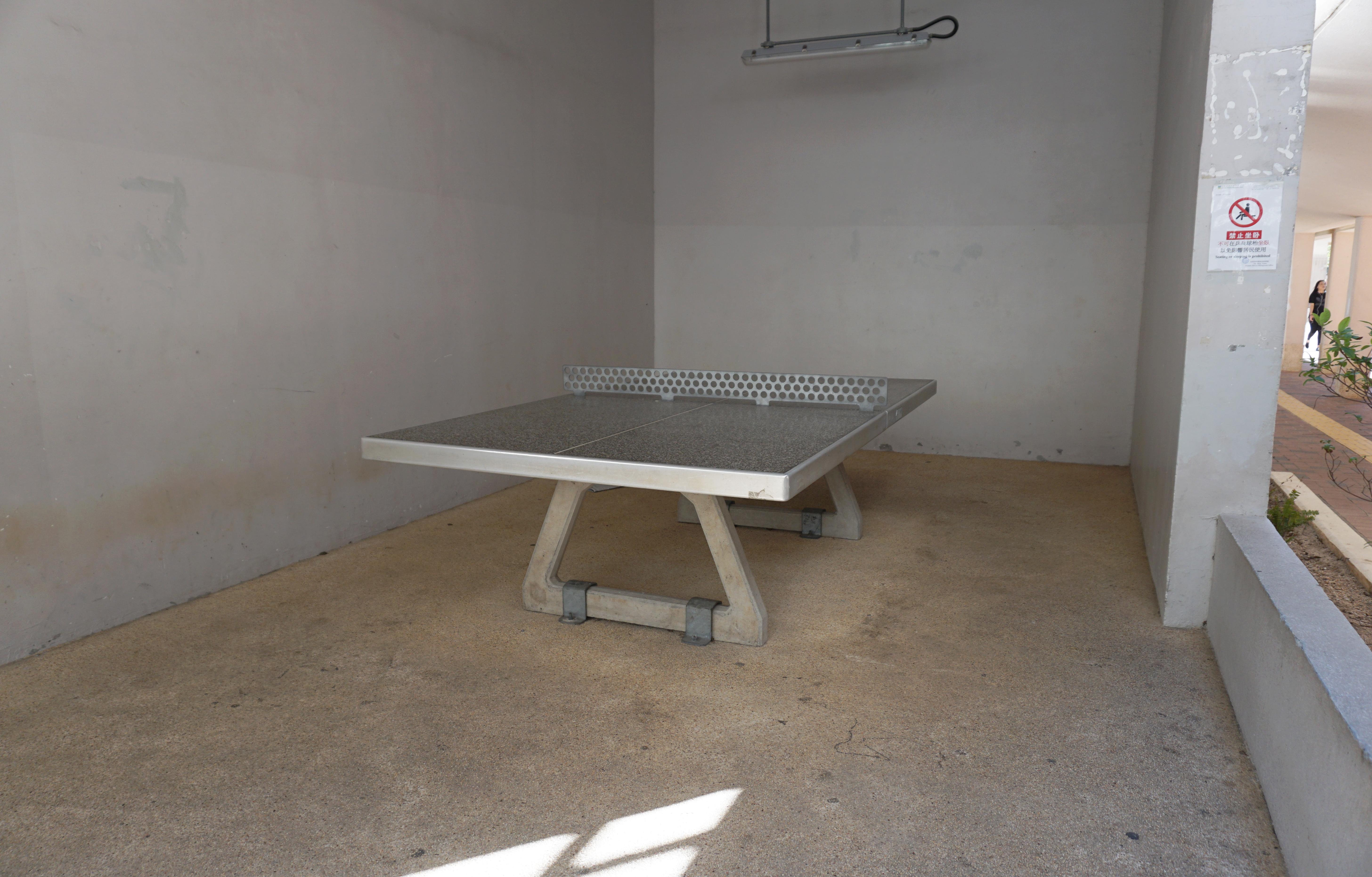
乒乓球枱
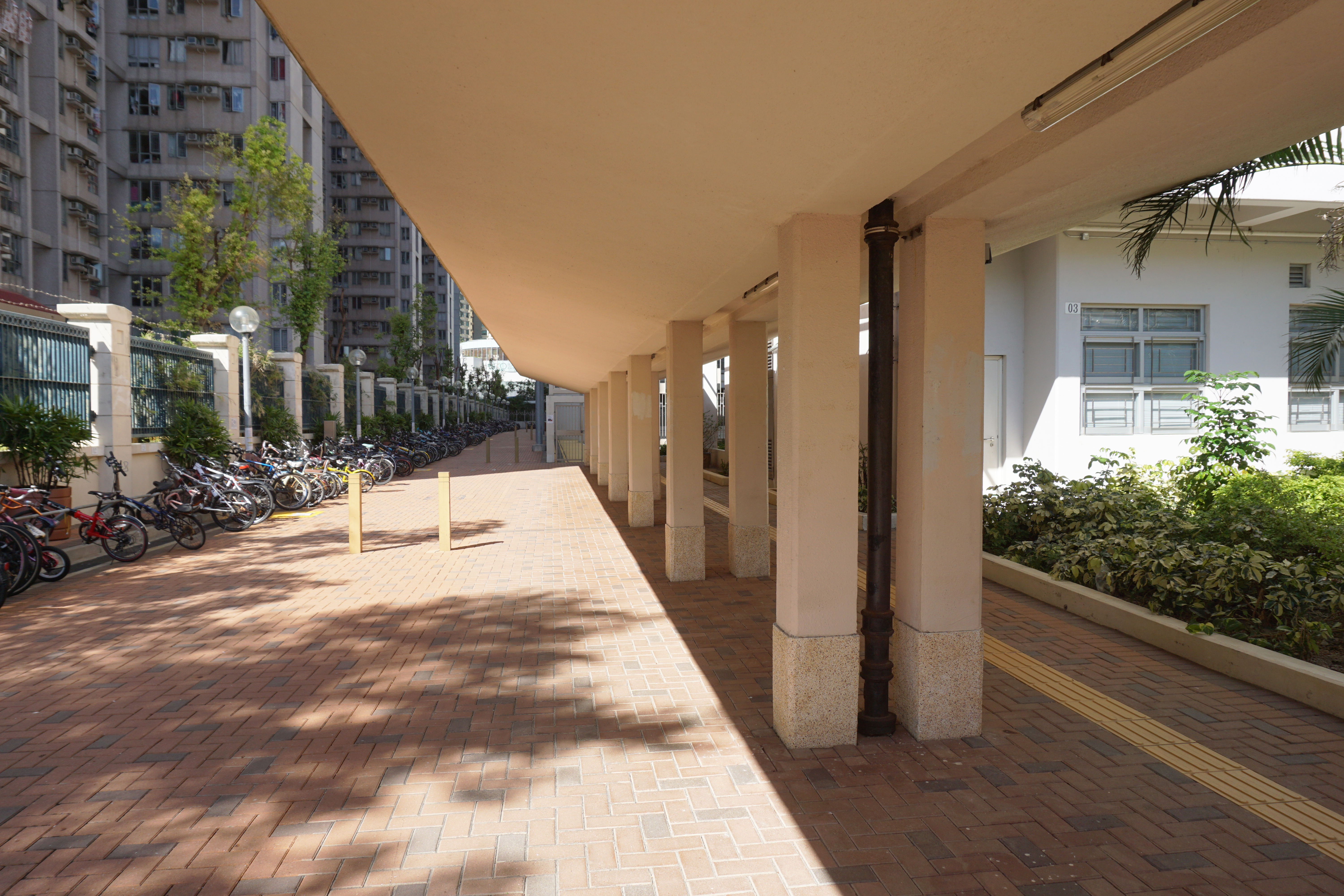
單車停泊處及有蓋行人通道
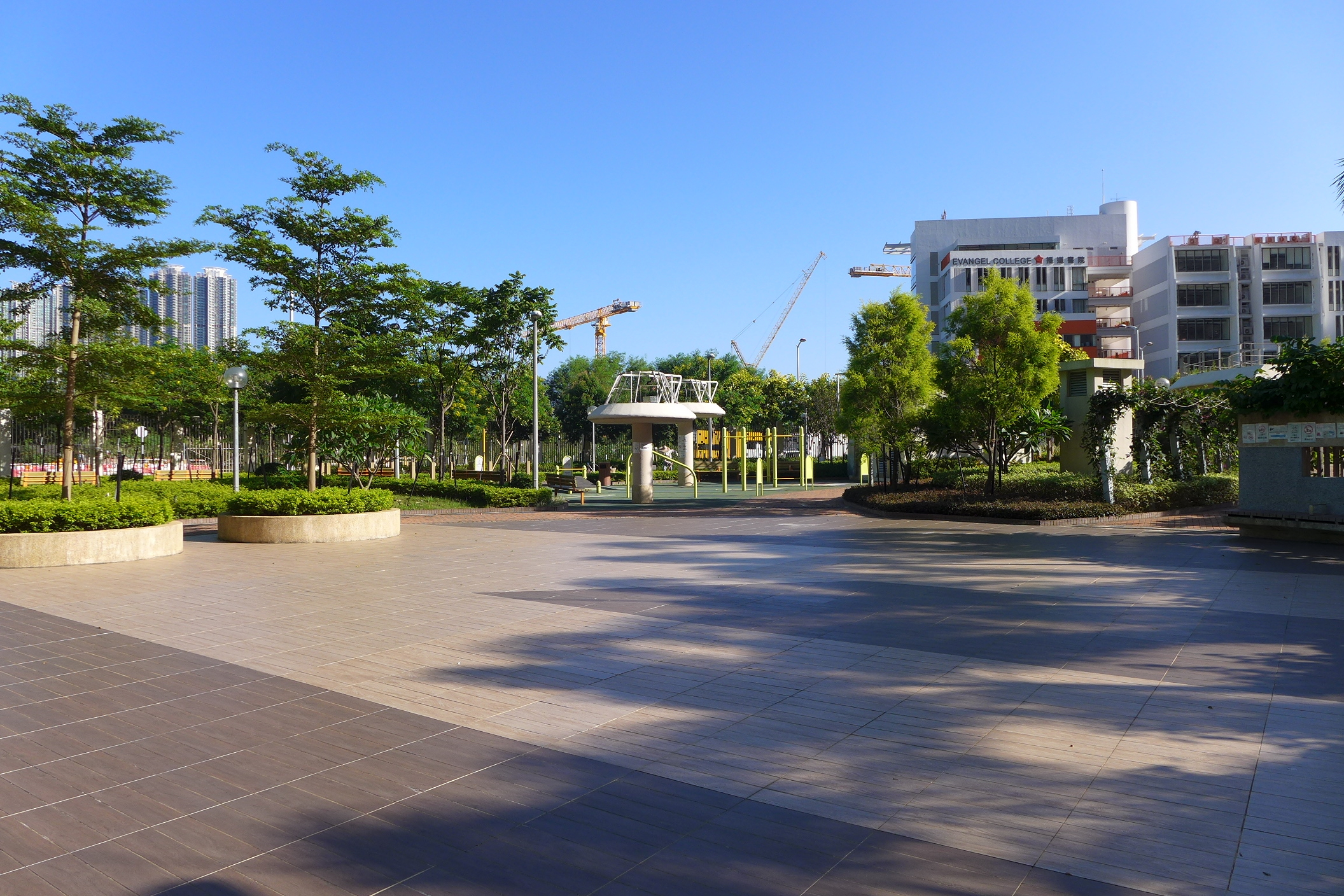
怡明邨設公園，面積達5,700平方米

### 景觀
大部份單位互相樓望樓，只有前排單位臨近海灣內灣，面向一片青綠的將軍澳堆填區第一期，可以眺望香港東部海域。

### 租金稱冠
房委會2013年8月至12月期間落成的兩個新公屋、啟德發展項目內的德朗邨及將軍澳怡明邨，分別以市區及同區最高租金釐定，每平方米租金分別為$64.4及$56.4。房委會指，公屋申請人若未能負擔，可以要求改配租金較廉宜的翻新單位，例如符合申請資格，他們亦可循租金援助計劃申請援助，（新入伙住戶不能在二年內申請租金援助計劃）。

## 興建期間的圖片庫

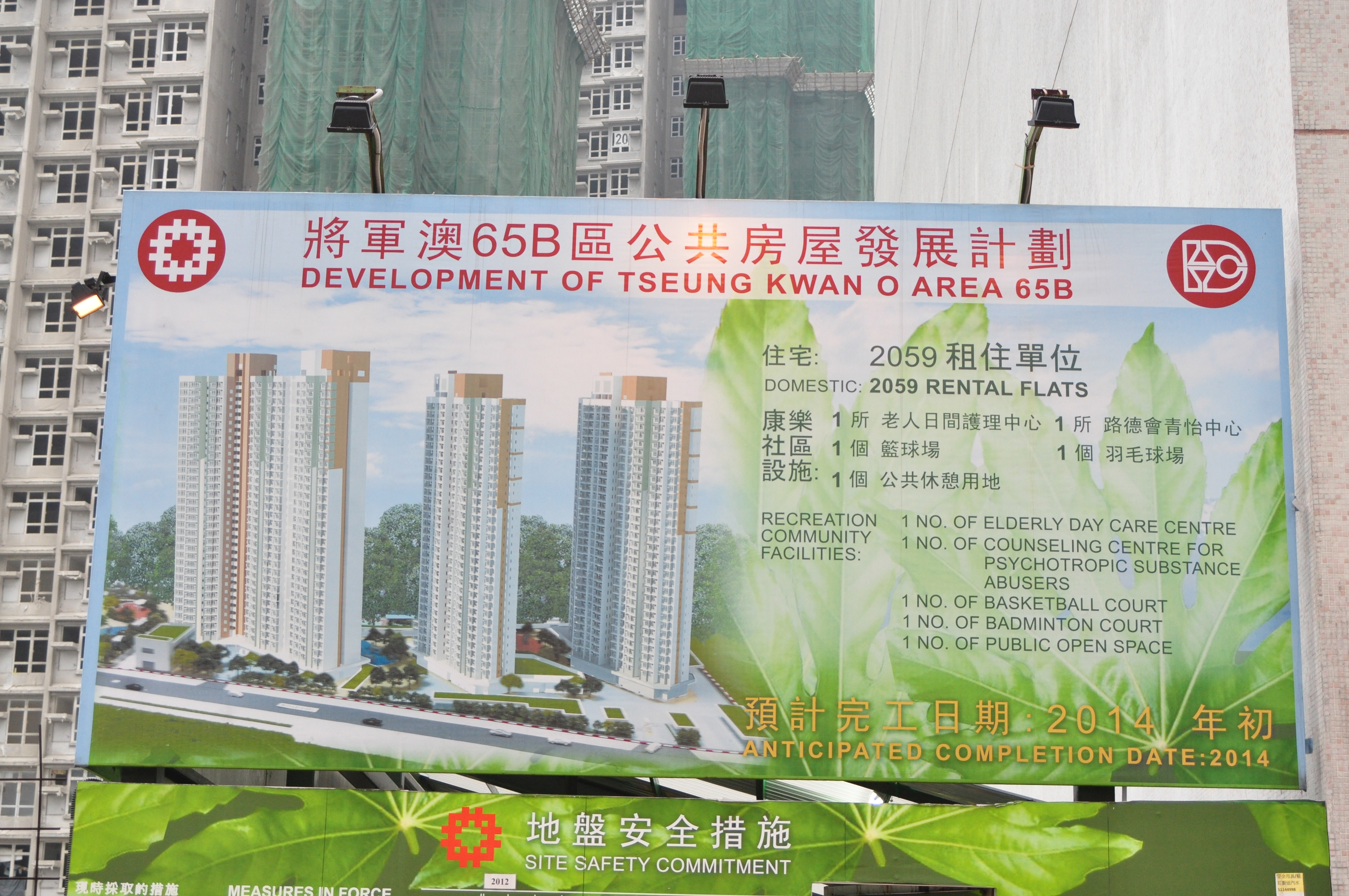
將軍澳65B區公共房屋怡明邨發展計劃工程告示板
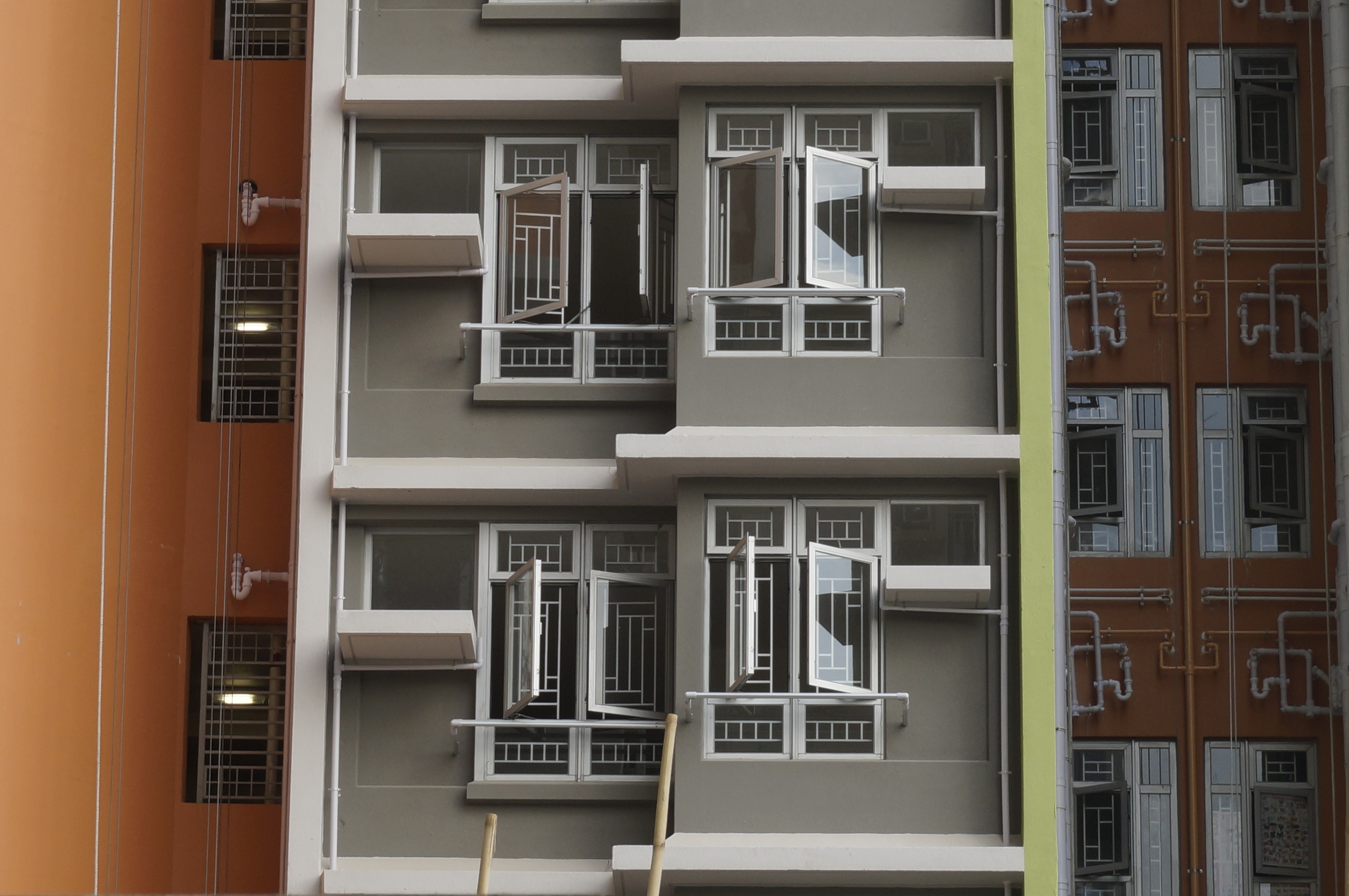
怡明邨一房單位窗外（2013年12月）
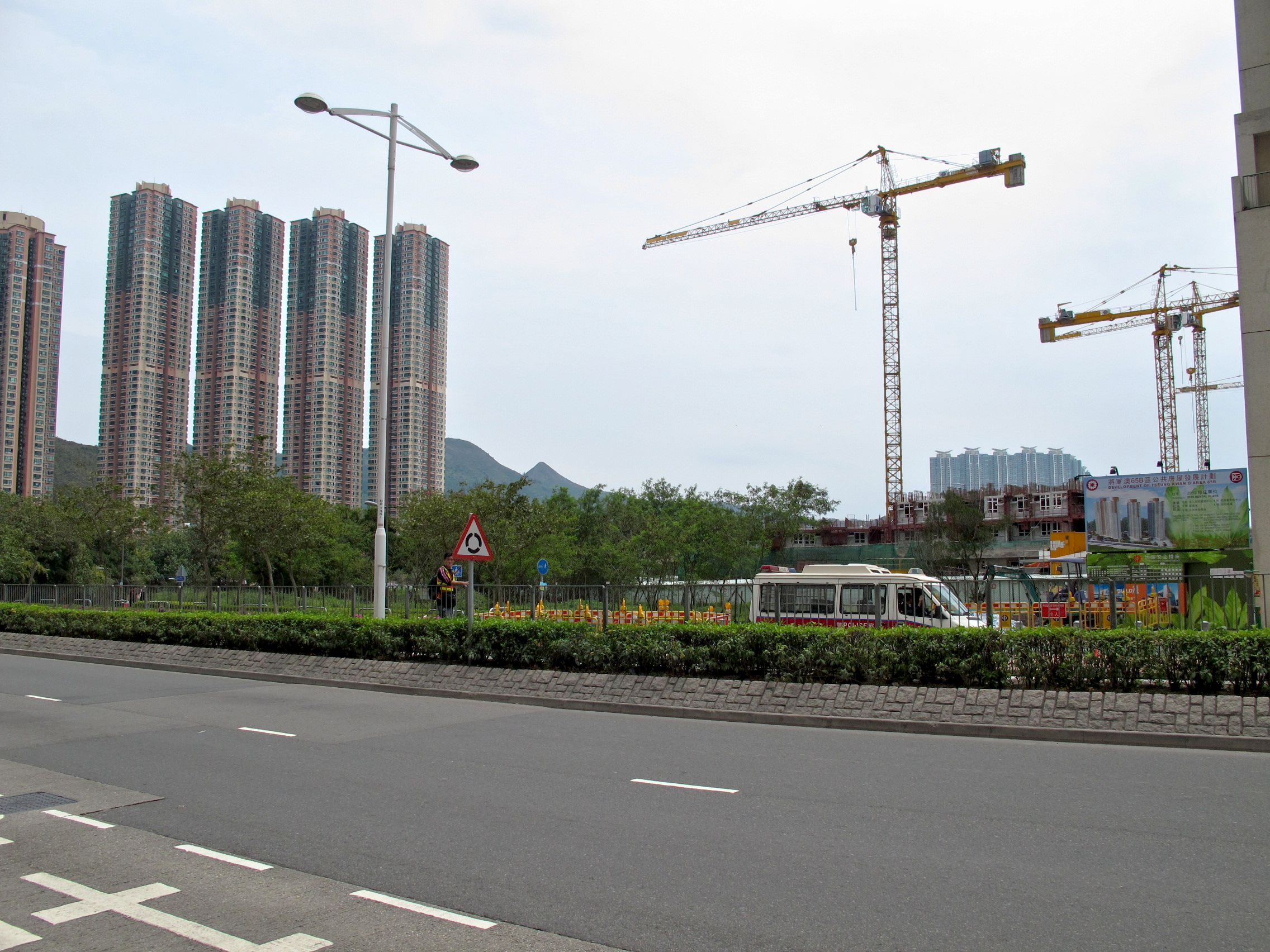
興建中的怡明邨（2012年3月）
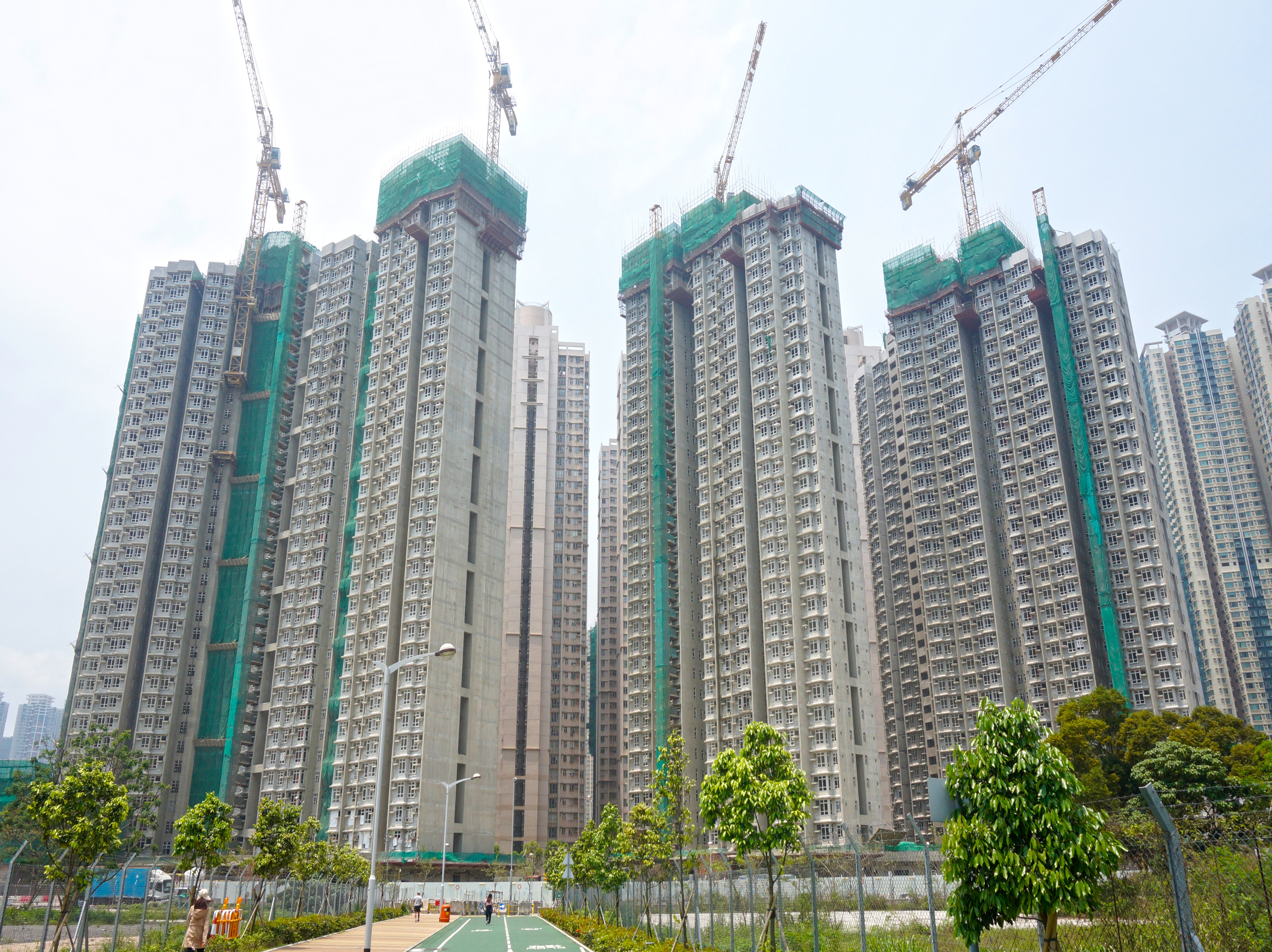
平頂中的怡明邨（2013年4月）
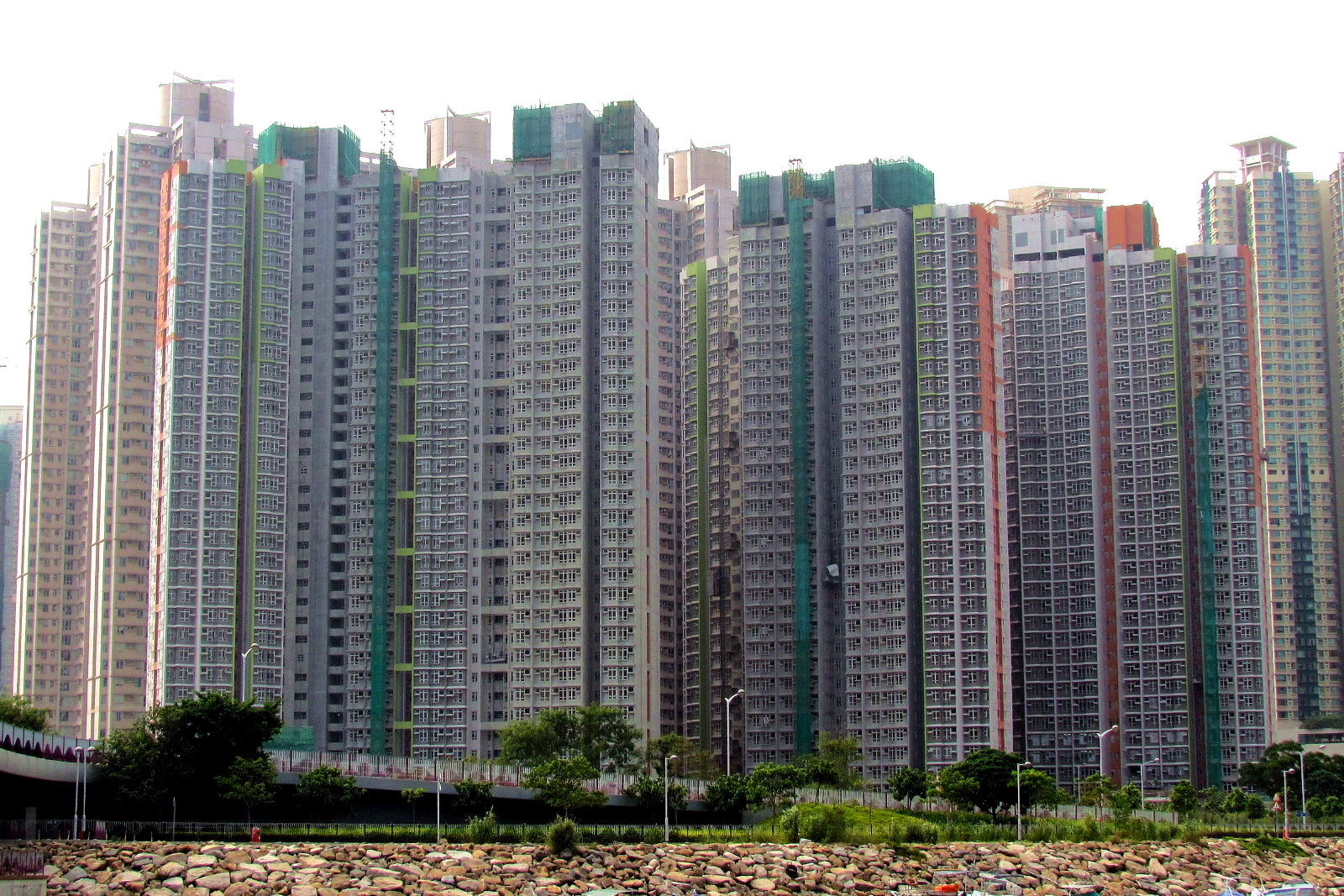
即將落成的怡明邨 （2013年9月）
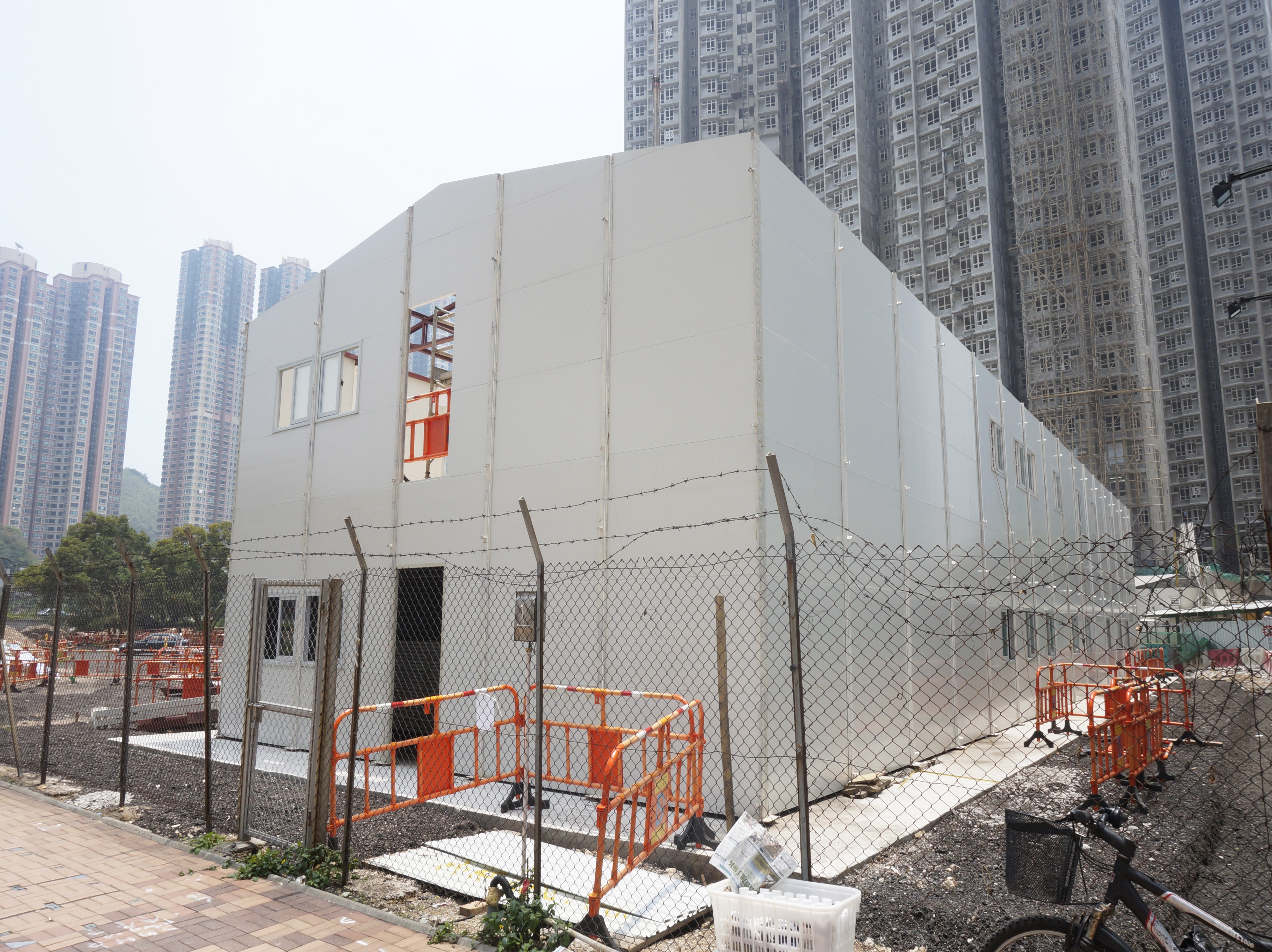
怡明邨地盤臨時房屋

## 知名住客
- 閆擎：已故香港電台唱片騎師，曾居於此邨怡茵樓。

## 鄰近
- 寶盈花園
- 將軍澳廣場
- 君傲灣
- 天晉
- Savannah
- 雍明苑
- The Parkside